# Frank Madsen
Frank Bruun Madsen, född 26 juli 1962 i Kalundborg, är en dansk serieskapare, författare till den satiriska strippen "Eks Libris" och upphovsman till den humoristiska äventyrsserien Kurt Dunder. Han har dessutom gjort Jim Spaceborn – en serie från LEGO baserad på deras leksaker.

## Biografi
Madsen flyttade 1982 in i Tegnestuen Gimle, den kanske mest kända av danska serieskaparateljéer. Sedan 2010 har han arbetat i sin ateljé hemma i Birkerød. Hans första professionella serieuppdrag var en 13 sidor lång historia av Hacke Hackspett, producerad för svenska Semic Press. Historien trycktes på danska i månadstidningen Søren Spætte 2/1985. 1983 övertog han dagstidningsserien Hans og Grete (Hans och Greta på svenska, bland annat publicerad i Göteborgs-Posten), efter skaparen Helge Halls död. Den dagsstrippserien producerade han fram till 1985. Redan då krävde arbetet med en annan serie – Jim Spaceborn – hans fulla uppmärksamhet. Serien släpptes i 6 länder, däribland Sverige.
1988 startade Frank Madsen sin egen äventyrsserie, med den piprökande Kurt Dunder i titelrollen. Serien har gått som fortsättningsserie i flera vecko- och dagstidningar, inklusive BT.
2010 tog Frank Madsen över jobbet att skriva serien "Eks Libris". Serien är en litterär satir som tecknas av Franks hustru Sussi Bech och som publiceras i tidningen Weekendavisen varje vecka.
Grundade organisationen Danske Tegneserieskabere (Danska serietecknare) år 1988. Föreningens ordförande 2003-2010. Redaktör och utgivare av tidskriften "Seriejournalen" 1990-1996 (och på Internet 1995-2010).
Tilldelades Hanne Hansen Priset 2017. Fyra gånger nominerad till Claus Deleuran-priset (bästa författare 2016, 2017, 2018 och 2021).

## Övrigt
Frank Madsen är gift med Sussi Bech, också hon en långvarig medlem av Gimle.